# Litet musöra
Litet musöra (Myotis blythii) är en fladdermusart i familjen läderlappar (Vespertilionidae).

## Beskrivning
Lilla musörat är en stor fladdermus som är mycket lik stort musöra. Den har en kroppslängd mellan 5,9 och 7,4 cm och vikt upp till 30 g. Dessa värden överlappar de för stort musöra, och för att säkert skilja arterna åt måste man titta på anatomiska detaljer; litet musöra har smalare öron, som är kortare än 26,5 mm. Skallen är också kortare, under 23 mm.
Pälsen är mellanbrun på ovansidan, ljusgrå under. Den kallas även mindre musöra och lilla musörat.

## Vanor
Lilla musörat är en sällskaplig art, som kan bilda kolonier på upp till 500 individer under övervintring och födande. Den bildar gärna kolonier med stort musöra och Schreibers fladdermus. Vinterdvalan sker i underjordiska utrymmen som grottor och gamla gruvor, men även i byggnader, detta senare framför allt i Centraleuropa. Födosöket sker på grässlätter, ängar, buskmark och odlad mark som åkrar och trädgårdar.
Födan utgörs av olika insekter och deras larver som gräshoppor, skalbaggar och storharkrankar. Ofta varierar födans sammansättning beroende på utbredning.
Honor bildar före ungarnas födelse egna kolonier och hannarna lever under samma tid ensam eller i små flockar. Under tidiga sommaren föds en unge per kull. Ungen kan efter 5 till 6 veckor flyga och blir självständig.
Lätet som används för ekolokaliseringen är 2 till 10 millisekunder lång. Lätets frekvens varierar mellan 170 och 26 kHz. Varje population stannar i sin region och utför inga längre vandringar.

## Utbredning
Arten finns i Sydeuropa och södra Centraleuropa, österut via Turkiet och Mellanöstern till Kazakstan och norra Pakistan samt norra Indien. Spridda förekomster finns även i Ryssland, Mongoliet och Kina.

## Status
Lilla musörat är globalt livskraftig ("LC"). Den är dock på nedgående, även om de sydasiatiska populationerna anses stabila..